# Каменка (Кур'їнський район)
Ка́менка (рос. Каменка) — селище у складі Кур'їнського району Алтайського краю, Росія. Входить до складу Казанцевської сільської ради.

## Населення
Населення — 63 особи (2010; 177 у 2002).
Національний склад (станом на 2002 рік):
- росіяни — 98 %